# Paziols
Paziols – miejscowość i gmina we Francji, w regionie Oksytania, w departamencie Aude.
Według danych na rok 1990 gminę zamieszkiwały 562 osoby, a gęstość zaludnienia wynosiła 20 osób/km² (wśród 1545 gmin Langwedocji-Roussillon Paziols plasuje się na 488. miejscu pod względem liczby ludności, natomiast pod względem powierzchni na miejscu 224.).

## Zabytki
Zabytki w miejscowości posiadające status Monument historique:
- cave coopérative